# Adela Valenzuela
Adela del Socorro Valenzuela Bonilla (* 30. Juli 1992) ist eine mexikanische Handballspielerin, die in der Disziplin Beachhandball die als Torhüterin im Hallenhandball ebenso wie in der Disziplin Beachhandball mexikanische Nationalspielerin ist.
Valenzuela studierte Rehabilitationswissenschaften an der Universidad Autónoma de Nuevo León und erlangte 2014 einen Master-Abschluss. Sie arbeitet als Physiotherapeutin. Mehrere Jahre wirkte sie in dieser Funktion bei den Olimpiada Nacionales von Mexiko.

## Hallenhandball
Adela Valenzuela spielt für das Instituto Superior de Educación Normal de Colima (ISENCO) in Colima. Colima ist eine der Hochburgen Mexikos im Handball. Sie kam schon als Kind 2003 durch ihren Schulsportlehrer zum Handball und bestritt zuvor und parallel zunächst auch Basketball, Volleyball und American Football. Bei den für Mexiko sehr wichtigen nationalen Olympischen Spielen, die vor allem in den Nachwuchskategorien ausgetragen wurden, nahm sie zehnmal teil und gewann dabei acht Goldmedaillen sowie je zwei Silberne und Bronzene. Zeitweise spielte sie auch bei den Houston Firehawks in den USA.
Seit 2010 gehört Valenzuela der Nationalmannschaft Mexikos an und gab ihr Debüt bei einer Spielreise nach Argentinien. Nur wenig später gewann sie mit Mexiko bei den Central American and Caribbean Games 2010 die Bronzemedaille. Nach einigen Jahren Pause aufgrund ihrer beruflichen Ausbildung kehrte sie 2018 in das Nationalteam zurück und wurde mit der Mannschaft Vierte bei den Central American and Caribbean Games 2018.
Für die Selección de Nuevo León ist sie Nachwuchs-Torwarttrainerin.

## Beachhandball
Nachdem 2017 und 2019 noch Denisse Romo und Marlene Sosa die Torhüterinnen neben Gabriela Salazar in der mexikanischen Beachhandball-Nationalmannschaft waren, rückte nach einer längeren, durch die COVID-19-Pandemie bedingten Spielpause der Mannschaft für das Jahr 2022 Valenzuela an die Seite Salazars und gestaltete damit das erfolgreichste Jahr in der für Mexiko noch jungen Sportdisziplin mit. Den Auftakt machten die Nor.Ca. Beach Handball Championships 2022. Valenzuela erreichte mit der Auswahl Mexikos vor eigenem Publikum in Acapulco das Finale gegen die Vereinigten Staaten und konnten im Finale das erste Mal einen kontinentalen Titel gewinnen. Damit qualifizierte sich Mexiko nicht nur für die Weltmeisterschaften 2022 in Iraklio auf Kreta, sondern auch für die World Games 2022 in Birmingham und die erstmals ausgetragenen Beachgames Zentralamerikas und der Karibik 2022 in Santa Marta, Kolumbien. Bei der WM verlor Mexiko erneut alle seine drei Vorrundenspiele und konnte auch in der Trostrunde – dieses Mal gegen Australien – nur eines der Spiele gewinnen. Auch bei den Platzierungsspielen folgten zunächst Niederlagen gegen Thailand und Vietnam, womit Mexiko nur dank eines abschließenden erneuten Sieges über Australien den letzten Platz vermied. Nur etwa zwei Wochen später folgten schon die World Games. Mexiko verlor vier seiner fünf Gruppenspiele und auch im anschließenden Spiel um den fünften und damit vorletzten Rang wurde einzig wie bei der WM Australien geschlagen. Jahresabschluss wurde das Turnier bei den Central American and Caribbean Sea and Beach Games. Mexiko gewann hier die ersten vier seiner fünf Vorrundenspiele und verlor nur das letzte Spiel gegen Puerto Rico, nachdem der erste Platz nicht mehr zu nehmen war. Nach einem etwas wackeligen Sieg im Halbfinale über die Dominikanische Republik stand ein sicherer Sieg im Finale über die Gastgeberinnen aus Venezuela und damit der zweite Titelgewinn des Jahres. Anders als Salazar erwies sich Valenzuela bei diesem Turnier auch Torgefährlich und erzielte beim zweiten Titelgewinn des Jahres für Mexiko sechs Punkte.

## Erfolge
| World Games - 2022: 5. Weltmeisterschaften - 2022: 15. Nordamerika- und Karibikmeisterschaften - 2022: 1. | Beachgames Zentralamerikas und der Karibik - 2022: 1. Zentralamerika- und Karibikspiele - 2010: 3. - 2018: 4. |